# Nebulium

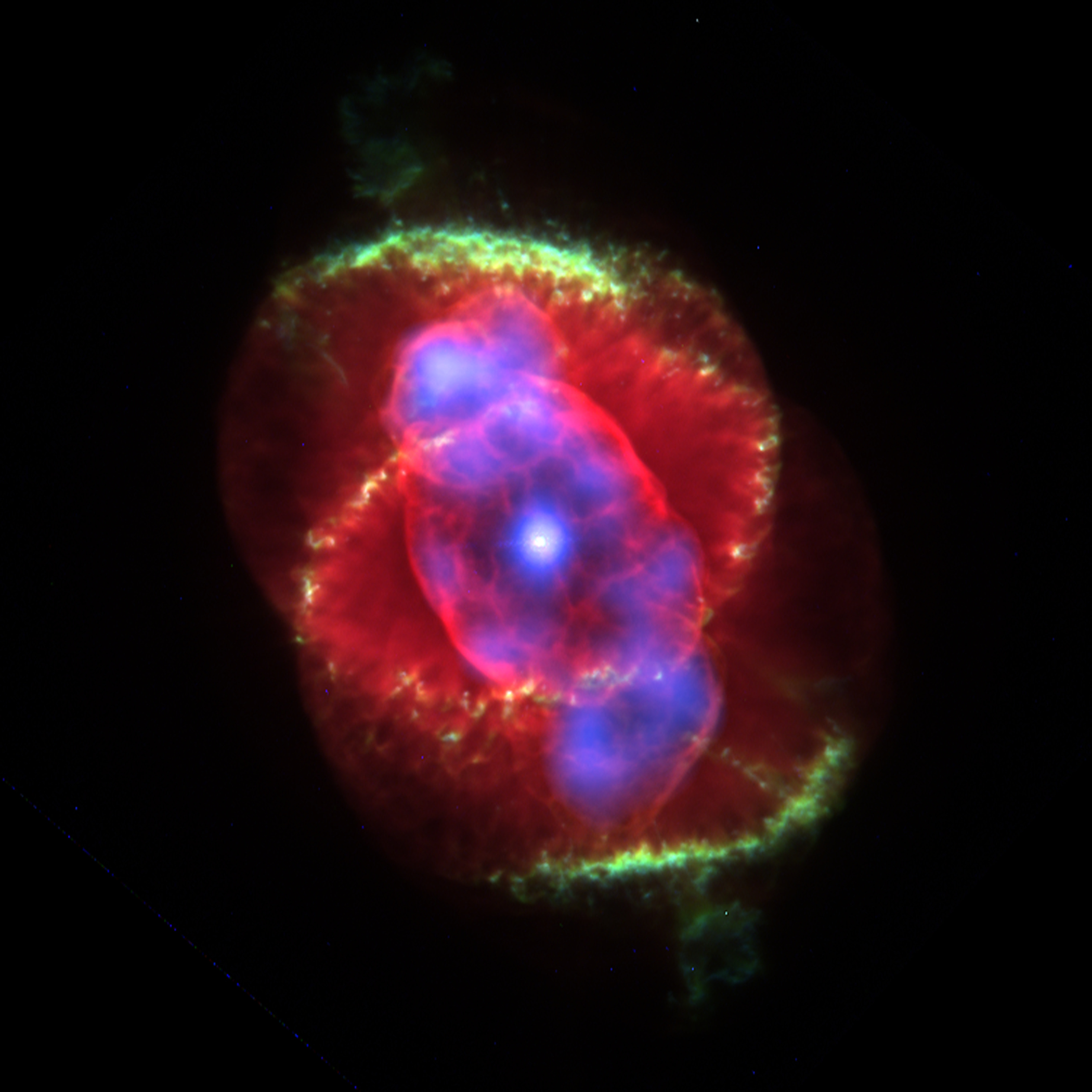
Grüne Emissionslinien im Katzenaugennebel (NGC 6543), Hubble-Weltraumteleskop 1995

Nebulium (selten Nebulum oder Nephelium) ist der Name für ein im 19. Jahrhundert postuliertes hypothetisches Element. Ihm wurden die grünen Emissionslinien im Spektrum planetarischer Nebel und diffuser Gasnebel zugeordnet (vgl. Emissionsnebel).

## Entdeckung
William Huggins entdeckte 1864 im planetarischen Nebel NGC 6543 (Katzenaugennebel, Sternbild Drache) als Erster hell leuchtende Linien mit den Wellenlängen 3726, 3729, 4959 und 5007 Ångström. Als mögliche Erklärung für deren Anwesenheit schlug er die Existenz eines auf der Erde noch nicht gefundenen Elements, des Nebuliums, vor. Das Helium war zuvor in der Tat zunächst als Spektrallinie der Sonne entdeckt worden, bevor es auf Erden nachgewiesen werden konnte. Dies erklärt auch den Namen (von altgriechisch „Helios“ = Sonne).

## Erklärung
Erst 1927 identifizierte Ira S. Bowen die vermeintlichen Nebulium-Linien: Es handelt sich um so genannte verbotene Linien des (doppelt) ionisierten Sauerstoffs, Stickstoffs, Heliums, Neons  und einiger anderer Gase. Diese verbotenen Linien können nur bei der sehr geringen Dichte von Gasnebeln (vergleichbar einem irdischen Hochvakuum) entstehen. Im Labor, unter irdischen Normalbedingungen, treten diese Linien wegen der sehr geringen Übergangswahrscheinlichkeit praktisch nicht auf und können daher nicht nachgewiesen werden. Die Linien werden aus historischen Gründen zum Teil bis heute mit N1 und N2 bezeichnet, was mit dem Element Stickstoff jedoch nichts zu tun hat.